# 小行星4051
小行星4051（4051 Hatanaka）是一颗围绕太阳公转的小行星。1978年11月1日，富田弘一郎在科索尔发现了此天体。
該小行星以日本無線電天文學家畑中武夫命名。
这颗小行星的绝对星等为85.99019965830442等。